# Anisodes aurantiata
Anisodes aurantiata är en fjärilsart som beskrevs av W. Warren 1904. Anisodes aurantiata ingår i släktet Anisodes och familjen mätare. Inga underarter finns listade i Catalogue of Life.